# 羽化登仙
〈羽化登仙〉，古琴曲，據傳武陵仙子所作，在《五知斋琴谱》、《希韶阁琴谱集成》、《天闻阁琴谱》等琴谱均刊载该曲琴曲。
羽化登仙一詞又间于宋代苏轼的《前赤壁赋》中：“飘飘乎如遗世独立，羽化而登仙。”

## 解題
《五知斋琴谱》：「武陵仙子所作也。自五段半起至念三段，如奏仙歌佛曲之韻，養心樂志之音，可發暢遂幽懐之想也。其廿四至廿七，余增變音三段，古譜所無。若靜夜皷之，奇幻幽潔，恍有白日飛昇之想。凡我同好，再加叅考，則幸也。」

## 文献资料
1. ↑   存见古琴曲谱辑览 查阜西 人民音乐出版社 2003年版
2. ↑   《唐诗宋词元曲大鉴赏》 南海出版社 2011年
3. ↑   五知斋琴谱 周魯封 清康熙六十年